# Kanton Fontenay-sous-Bois
Kanton Fontenay-sous-Bois is een kanton van het Franse departement Val-de-Marne. Kanton Fontenay-sous-Bois maakt deel uit van het arrondissement Nogent-sur-Marne en telt 62.090 inwoners in 2017.

## Geschiedenis
Het kanton werd opgericht bij decreet van 20 juli 1967 en omvatte enkel het oostelijk deel van deze gemeente. 
Bij decreet van 20 januari 1976 werd het opgeheven met de creatie van de kantons Fontenay-sous-Bois-Est en Fontenay-sous-Bois-Ouest.

Door het decreet van 17 februari 2014, met uitwerking in maart 2015, werd het opnieuw gevormd in een andere omschrijving.

## Gemeenten
Het kanton Fontenay-sous-Bois omvat sinds 2015 de gemeente Fontenay-sous-Bois, en een deel van de gemeente Vincennes.